# Neofelis nebulosa brachyura
Il leopardo nebuloso di Formosa (Neofelis nebulosa brachyura) è una sottospecie di leopardo nebuloso, endemica dell'isola di Taiwan, ritenuta estinta negli anni 80 fino al 2019, anno in cui è stato avvistato. La sua coda è leggermente più corta di quella di altre sottospecie di leopardo nebuloso.
Il leopardo nebuloso di Formosa è il secondo più grande animale originario di Taiwan, dopo l'orso nero di Formosa. In seguito ai notevoli danni arrecati al loro habitat naturale, i leopardi furono costretti a ritirarsi sui monti Jade e Dawu. Dopo gli anni ottanta, non ci sono più stati avvistamenti di questi animali fino al 2018.
Gli aborigeni taiwanesi rukai credevano che i loro antenati discendessero da questi leopardi.